# Jasonville
Jasonville ist eine City im Greene County im US-Bundesstaat Indiana.

## Geografie
Die zur Metropolregion Bloomington gehörende Stadt Jasonville liegt im Nordosten des Greene County, an der Grenze zum Clay County im Norden und zum Sullivan County im Westen, etwa fünf Kilometer südöstlich des Shakamak State Parks mit dem Lake Kickapoo und rund 115 Kilometer südwestlich der Hauptstadt Indianapolis.
Das Gebiet der Stadt umfasst eine Fläche von 3,39 Quadratkilometer. Wasserflächen sind keine vorhanden.

### Nachbargemeinden
Folgende Städte bilden – im Uhrzeigersinn, beginnend im Nordwesten – die Nachbargemeinden zu Jasonville: Hymera, Farmersburg, Clay City, Switz City, Linton, Dugger, Sullivan und Shelburn.

## Geschichte
Die ehemalige Bergbaustadt wurde 1914 von einem großen Brand fast vollständig zerstört.

### Bevölkerung

#### Volkszählung 2010
Heute leben 2222 Menschen in 882 Haushalten, 98,1 Prozent Weiße, 0,2 % Afroamerikaner, 0,1 % amerikanische Ureinwohner, 0,4 % Asiaten und 1,2 % aus anderen ethnischen Gruppen. 26,7 Prozent der Einwohner waren jünger als 18, 31,8 % waren im Alter zwischen 18 und 44, 24,5 % zwischen 45 und 64, 17,1 % waren 64 Jahre oder älter. 47,4 Prozent der Bevölkerung waren männlich, 52,6 % weiblich. (Stand 2010)

#### Volkszählung 2000
Der Zensus 2000 zählte 2490 Menschen in 970 Haushalte, bzw. 615 Familien in der Stadt.

## Wirtschaft und Infrastruktur

### Verkehr
Östlich der Ortsmitte kreuzen sich die von Westen nach Osten verlaufende Indiana State Road 48 (Fairbanks-Worthington) und die in Nord-Süd-Richtung verlaufende Indiana State Road 59 (Waveland-Sandborn).
Nordöstlich des Stadtzentrums liegt der privat geführte Shakamak Airport, ein Flugplatz mit zwei Gras-Start- und Landebahnen (530 × 12 Meter und 700 × 23 Meter).

## Bildung
In Jasonville gibt es drei Schulen, die Shakamak Elementary School, die Shakamak Junior High School und die Blessed Hope Baptist School.